# N'Dinga Mbote Amily
N'Dinga Mbote Amily   (Kinshasa, 11 de setembre de 1966) és un exfutbolista de la República Democràtica del Congo de la dècada de 1990.
Fou internacional amb la selecció de futbol de la República Democràtica del Congo.
Pel que fa a clubs, destacà a Vitória Guimarães.